# فهرست نمایندگان دوره چهارم مجلس شورای اسلامی
نمایندگان دور چهارم مجلس شورای اسلامی که انتخابات آن در ۲۱ فروردین ۱۳۷۱ برگزار و اولین جلسه آن در ۷ خرداد ۱۳۷۱ به تعداد ۳۳۳ نفر بودند که اسامی آنها به ترتیب زیر میباشد :

## آ، ا، ب، پ، ت، ث
آ
- مدد آذرکیش - سیستان و بلوچستان (زاهدان)
- محمود آستانه - استان مرکزی (سربند / شازند)

ا
- محمد سعید انصاری - استان خوزستان (آبادان)
- جعفر ابراهیمی‌نژاد - استان خراسان رضوی (قوچان)
- عبدالکریم احمدنژاد - استان کردستان (سنندج)
- فیروز احمدی - استان آذربایجان شرقی (مغان)
- سیدمحمد احمدی (فروشانی) -استان اصفهان (خمینی شهر)
- سیدفرج الله افرازیده - استان مازندران (نوشهر)
- رضاقلی اللهیاری - استان فارس (ممسنی)
- غلامرضا انصاری - استان خراسان رضوی (مشهد)
- سیدجواد انگجی - استان آذربایجان شرقی (تبریز)
- فخرتاج امیرشقاقی - استان آذربایجان شرقی (تبریز)
- حسن امین‌لو - استان آذربایجان شرقی (شبستر)
- حسین امینی - استان خراسان رضوی (قائنات)
- مهدی اژه‌ای -استان اصفهان (اصفهان)
  - علی امامی‌راد - استان لرستان کوهدشت

ب
- آرداواز باقومیان - حوزه انتخابیه مسیحیان ارمنی جنوب
- محمدرضا باهنر - استان تهران (تهران)
- علی‌اصغر باغانی - استان خراسان رضوی (سبزوار)
- علی بوالفتح - استان لرستان (ملاوی)
- سیدهاشم بنی‌هاشمی چهارم - استان خراسان رضوی (مشهد)

پ
- اکبر پرورش -استان اصفهان (اصفهان)
- خانعلی پورقربان - استان آذربایجان شرقی (کلیبر)
- احمد پیرزاده - استان خراسان رضوی (درگز)

ت
- محمدرضا توسلی - استان خراسان رضوی (طبس / فردوس)
- محمدباقر توکلی - استان مرکزی (خمین)

## ج، چ، ح، خ
ج
- بیت الله جعفری لور عرب - استان آذربایجان غربی (ارومیه)
- خداکرم جلالی جلال - استان فارس (فیروزآباد)

چ
ح
- حبیب الله حبیبی اسماعیل - استان خراسان رضوی (خواف / رشتخوار)
- احمد حبیبیان حسین - استان همدان (همدان)
- ابوالفضل حسن بیگی باقر - استان سمنان (دامغان)
- محمد حسنی علی - استان ایلام (دهلران)
- سیدجواد حسینی سیدمحمود - استان مازندران (علی‌آباد کتول)
- سیدفتح الله حسینی سیدحسن - استان کرمانشاه (اورامانات / پاوه)
- سیداحمد حسینی (زیدآبادی) سیدکاظم - استان کرمان (سیرجان)
- سیدحسین حسینی شاهرودی سیدمحمود - استان سمنان (شاهرود)
- سیدحسن حسینی طباطبایی سیدعلی - استان سیستان و بلوچستان (زابل)
- احمد حکیمی پور مرادعلی - زنجان (زنجان)
- سید علی حسینی طباطبایی علی آبادی نام پدر جمالدین سیستان و بلوچستان مشهد
- سید مسعود حسینی، نماینده بویراحمد و دنا
- حسین حاجیان برنجستانکی، استان مازندران (سوادکوه / قائمشهر)، رد اعتبار نامه

## د، ذ، ر، ز، ژ
د
- خلیل دادور  - استان فارس (استهبان / نی‌ریز)
- سیداسماعیل داودی شمسی  - استان یزد (میبد)
- عزت الله دامادی  - استان مازندران (ساری)
- اختر درخشنده  - استان کرمانشاه (کرمانشاه)
- قربانعلی دری نجف آبادی   - استان تهران (تهران)
- محمداسماعیل دلبری  - استان آذربایجان شرقی (بستان آباد)

فخرالدین رضازهی  سراوان
ر
- محسن راثی  - استان آذربایجان غربی (میاندوآب،شاهیندژ و تکاب)
- غلامرضا رازقی  - استان بوشهر (دشتستان)
- ابوالفضل ربیعی - استان سمنان (گرمسار)
- سعید رجائی خراسانی  - استان تهران (تهران)
- عبدالرضا رحمانی فضلی  - استان خراسان رضوی (شیروان)
- محمدرضا رحیمی  - استان کردستان (سنندج)
- جلال رسولی  - استان آذربایجان غربی (میاندوآب)
- حسین رشیدی  - استان فارس (داراب)
- جلیل رشیدی کوچی شنبه‌ - استان فارس (مرودشت)
- سیدابوالقاسم رضائی  - استان خراسان رضوی (بجنورد)
- فتح الله رضائی درشکی  - استان آذربایجان غربی (سلماس)
- محمد رضائی سردره  - استان هرمزگان (بندرعباس)
- فخرالدین رضازهی پط - استان سیستان و بلوچستان (سراوان)
- محمود روح بخش مهربان  - استان آذربایجان شرقی (سراب)
- حسن روحانی - استان تهران (تهران)
- سیدمصطفی روحانی  - استان مرکزی (دلیجان / محلات)
- صالح روحانی زاده  - استان مازندران (سوادکوه / قائمشهر)
- محمدهاشم رهبری  - استان تهران (تهران)

ز
- علی زادسر - استان کرمان (جیرفت)
- غلامعباس زائری  - استان هرمزگان (بندرعباس)
- کریم زارع  - استان فارس (شیراز)
- عباسعلی زالی  - استان تهران (کرج)
- مریم زعفرانی بهروز (بهروزی) - استان تهران (تهران)
- احمد زمانیان  - استان همدان (نهاوند)
- سیدمحمدحسین زینلی  - استان خراسان رضوی (بیرجند / نهبندان)

## س، ش، ص، ض
س
- رسول صدیقی بنابی - استان آذربایجان شرقی (بناب / ملکان)
- سیدجلال ساداتیان علی‌اکبر - استان همدان (همدان)
- حسن سلیمانی - استان کرمانشاه (کنگاور،صحنه،هرسین)
- ‌‌‌‌حسین سبحانی‌نیا - استان نیشابور (خراسان رضوی)
- احمد سالک کاشانی محمود -استان اصفهان (اصفهان)
- محمدعلی سبحان اللهی یحیی - استان آذربایجان شرقی (تبریز)
- عبدالله ثانی سعیدی عبدالاحد - استان مازندران (مینودشت)
- پروین سلیحی حسن - استان تهران (تهران)
- ناصر سهرابی جعفرقلی - استان خوزستان (مسجد سلیمان)
- سیدعلی نقی سیدخاموشی سیدعبدالله - استان تهران (تهران)
- محمدکاظم سیفیان غلامعلی - استان تهران (تهران)

ش
- محمدعلی شرعی غلامحسین - استان تهران (قم)
- سید حسن شجاعی کیاسری آقامیر - استان مازندران (ساری)
- قاسم شعله سعدی جابر - استان فارس (شیراز)
- محمدرضا شفیعی کاس احمدانی ولی‌الله - استان گیلان (فومن)
- عباس شیبانی - استان تهران (تهران)
- سیدکمال الدین شهریاری سیدحسین - استان بوشهر (دشتی و تنگستان)

ص
- محمود صابر همیشگی محمد - استان تهران (تهران)
- یاور صالحی حاجت‌مراد - استان خوزستان (ایذه)
- علیرضا صدرا محمدعلی - استان خوزستان (دزفول)
- جهانشاه صدیق حسین - استان لرستان (ازنا / دورود)
- ابراهیم صراف علی‌اکبر - استان آذربایجان شرقی (مرند)
- نصرت صمدزاده ابراهیم - استان آذربایجان غربی (ارومیه)
- پرویز صیقلی کومله قاسم - استان گیلان (لنگرود)
- سید معروف صمدی - استان کردستان (سنندج،کامیاران، دیواندره)

## ط، ظ، ع، غ، ف، ق
ط
- سیدمحمدصالح طاهری سیدابوطالب - استان لرستان (خرم‌آباد)
- سیدیوسف طباطبائی نژاد میرزاعلی -استان اصفهان (اردستان)
- احمد طه عبدالله - استان آذربایجان غربی (بوکان)

ع
- کامل عابدین زاده عزیز - استان آذربایجان غربی (خوی)
- محمدهادی عبدخدایی غلامحسین - استان خراسان رضوی (مشهد)
- سیدمجتبی عرفانی سیدیونس - استان گیلان (تالش)
- حبیب الله عسکراولادی مسلمان حسین - استان تهران (تهران)
- محمود عطاءزاده باباجان -استان اصفهان (سمیرم)
- سیدمحمدحسن علوی حسینی سیدسجاد - استان مازندران ()
- سيد محمود علوى(لامرد)
- ابوالقاسم علوی فردانبه شکرالله - استان چهار محال بختیاری (بروجن / لردگان)
- محمد علی نژاد سارخانی - استان آذربایجان شرقی (تبریز)
- عباسعلی عمیدزنجانی اصغر - استان تهران (تهران)

غ
- سید علی غیوری نجف آبادی سیدمصطفی - استان تهران (تهران)

ف
- سیدحسین فتاحی معصوم میرستار - استان خراسان رضوی (مشهد)
- اکبر فرید پاپی - استان لرستان (خرم‌آباد)
- عسکری فقیه علی آبادی حسن -  استان مازندران (سوادکوه / قائمشهر)،  مرحله میاندوره‌ای

ق
- میرنقی قاضی پور میرآقا - استان آذربایجان شرقی (اردبیل)
- محمد حسن قلی الیگودرز - استان لرستان
- محمد قمی - استان تهران (ورامین)
- جمشید قنبری احمدعلی - استان آذربایجان شرقی (میانه)

## ک، گ، ل، م
ک
- علی کامیار جمشید - استان آذربایجان غربی (ارومیه)
- مسعود کریمپور نطنزی قربانعلی -استان اصفهان (نطنز)
- ذبیح الله کریمی سردار - استان خوزستان (شوشتر)
- اخترمحمد کهرازهی آشور - استان سیستان و بلوچستان (خاش)
- محمدقاسم کیا قلی - استان مازندران (کردکوی)
- مفید کیائی نژاد محمد - استان تهران (ساوجبلاغ / طالقان)
- حسین کیانی فلاورجانی محمدعلی -استان اصفهان (فلاورجان)
- کورس کیوانی العاذار - نمایندگان اقلیت (اقلیت‌های دینی / کلیمیان)

م
- حاجی سید محمد موحد نماینده محترم کهگیلویه
- سید قدرت موسوی نور _ استان خوزستان (جوکنک)
- محمد مهدی مفتح - استان همدان (رزن)
- سیدمجتبی هاشمی سیداسماعیل - استان اصفهان (شهرضا)
- فاطمه همایون مقدم یوسفعلی - استان آذربایجان شرقی (تبریز)
- احمد همتی نقی - استان آذربایجان شرقی (مشگین شهر)
- علی مبینی دهکردی حاجی‌آقا - استان چهارمحال بختیاری (شهرکرد)
- یونس محمدی کریم - استان خوزستان (خرمشهر)
- محمد مجدآرا - استان مازندران (فریدونکنار)
- براتعلی محمدی فر عزت‌علی - استان کرمانشاه (سنقرکلیایی)
- حسن مختاری مصطفی -استان اصفهان (نجف آباد)
- علی مطوری شاوی - استان خوزستان (اهواز)
- محمد محمدی- دلفان/سلسله
- علی مطهری- استان کرمان (زرند)
- سیدحشمت موسوی سیدمحمد - استان ایلام (ایلام)
- سیدیونس موسوی سیدهاشم - استان خوزستان (آبادان)
- سیدآیت الله موسوی اجاق سیدعزت‌الله - استان کرمانشاه (کرمانشاه)
- سیدمحمد موسوی شاهرودی سیدعباس - استان سمنان (شاهرود)
- عبدالحسن مقتدائی بهروز - استان خوزستان (آبادان)
- محمدرضا مقدم فیروز حجت‌الله - استان مرکزی (اراک)
- شمشون مقصودپور سیر یوخنه - نمایندگان اقلیت (مسیحیان آشوری / کلدانی)
- محمدباقر مهدوی خانوکی علی - استان کرمان (کرمان)
- علی میر کرمی حسن - استان کرمانشاه (سرپل ذهاب / قصر شیرین / گیلانغرب)
- کاظم میرولد حسن - استان همدان (ملایر)

## ن، و، ه، ی
ن
- احمد نیک فر - استان فارس (اقلید)
- مجید نادری نظرعلی - استان زنجان (آوج / بوئین زهرا)
- مصطفی ناصری گل‌میرزا - استان زنجان (زنجان / طارم)
- محمدرضا ناصری دولت آبادی محمدعلی -استان اصفهان (برخوار / میمه)
- محمد نبوتی - استان مرکزی - ساوه
- محمدحسین نخبه الفقهائی محمدباقر - استان فارس (لارستان)
- امان نریمانی نریمان - استان کرمانشاه (اسلام‌آباد غرب)
- احمد نصرتی راد ستار - استان گیلان (رشت)
- سیداحمد نصری سیدمحمد - استان زنجان (قزوین)
- اسماعیل نوروزی - استان فارس (سروستان / کربال)
- عبدالله نوروزی حسن - استان همدان (ملایر)
- نورالدین نوعی اقدم احمد - استان آذربایجان شرقی (اردبیل)
- سیدمحمد نقبائی سیدمحمدعلی - استان همدان (تویسرکان)

ه
احمد همتی مشگینی- مشگین شهر
ی
- بهرام یعقوبی احمد - استان گیلان (لاهیجان)
- علی یوسف پور سلطانعلی - استان چهار محال بختیاری (اردل )